# Nick Broste
Nick Broste (circa 1975) is een Amerikaanse muzikant in de jazz en geïmproviseerde muziek. Hij speelt trombone, arrangeert en componeert.

## Biografie
Broste werkte vanaf 1997 in de jazzscene van Chicago, o.a. met Scott Rosenberg's Creative Orchestra Music Chicago 2001 (waarmee hij zijn eerste opnames maakte), Dylan Ryan, het tentet van Paul Hartsaw, in de groep Herculaneum en met Keefe Jackson. In de jaren 10 speelde hij tevens met Mike Reed's People, Places & Things (A New Kind of Dance, 2017), Tomeka Reid, Morry Sochat, Frank Rosaly, Dave McDonnell, Quin Kirchner en Peter A. Schmid. Verder werkte hij met James Falzone, Fred Lonberg-Holm, Jason Ajemian, Jeb Bishop, Marc Unternährer, Mars Williams, Jim Baker, Josh Berman, Dave Rempis, Marc Riordan, Jaimie Branch en Matt Bauder.
Tegenwoordig (2018) leidt hij een eigen trio (met Keefe Jackson en Anton Hatwich), waarmee hij eigen composities speelt, die beïnvloed is door kamermuziek, West Coast Jazz, ambient en minimal music. Hij werkte in de spacerock-band Magical Beautiful, in de bigband Mucca Pazza en met indierockgroepen als Wilco, Roommate, Spoon, TV on the Radio, Cursive en Broken Social Scene.
 In de jazz was hij tussen 2001 en 2011 betrokken bij acht opnamesessies.